# Adria Mobil
Adria Mobil er en slovensk producent af autocampere og campingvogne, der er lokaliseret i Novo Mesto. De har 99 % af deres salg i Vesteuropa.
Virksomheden blev etableret i 1965 som en del af Industrija motornih vozil. I 1990 blev det en selvstændig virksomhed. I 2017 blev de opkøbt af franske Trigano.